# Ossia

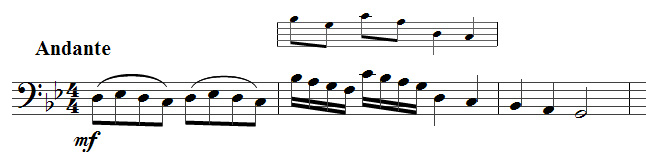
Beispiel für ein Ossia

Mit Ossia (ital. ossia, „oder auch“, aus o sia, „oder es sei“) wird in einer Partitur eine Spielvariante oder Alternative über oder unter einem Notensystem benannt, die an Stelle des Originals gespielt werden kann.